# Linia 7 metra w Barcelonie
Linia 7 metra w Barcelonie - linia metra w Barcelonie oznaczona kolorem brązowym, o długości 4,1 km i 7 stacjach. Jeden z trzech linii obsługiwanych przez Ferrocarriles de la Generalidad de Cataluña.